# Last Night on Earth: Live in Tokyo
Last Night on Earth: Live in Tokyo — концертный мини-альбом американской панк-группы Green Day (2009).

## О диске
Альбом был записан во время концерта Green Day в Akasaka BLITZ, Токио, 28 мая 2009 года. Релиз состоялся 11 ноября в Японии и на iTunes и 1 декабря — в остальных странах мира. Last Night on Earth дошёл до 31-й строчки чарта японской компании Oricon и побывал на 198-м месте Billboard Top 200.
5 из 7 песен, вошедших в Last Night on Earth, были выпущены на последнем на тот момент студийном альбоме Green Day 21st Century Breakdown; две — Basket Case и Geek Stink Breath — синглы группы с альбомов середины девяностых.

## Список композиций
Музыка песен написана Green Day, а их тексты — вокалистом Билли Джо Армстронгом.
1. «21st Century Breakdown» — 6:16
2. «Know Your Enemy» — 3:57
3. «Last of the American Girls» — 3:54
4. «21 Guns» — 5:02
5. «American Eulogy» — 3:32
6. «Basket Case» — 3:03
7. «Geek Stink Breath» — 2:04